# Medasina maxima
Medasina maxima är en fjärilsart som beskrevs av Moore 1888. Medasina maxima ingår i släktet Medasina och familjen mätare. Inga underarter finns listade i Catalogue of Life.